# Lycodes esmarkii
Lycodes esmarkii is een straalvinnige vissensoort uit de familie van puitalen (Zoarcidae). De wetenschappelijke naam van de soort is voor het eerst geldig gepubliceerd in 1875 door Collett.